# ГПИ-21
Тип — гусеничный (1947) плавающий снегоболотоход.
Назначение — для перевозки людей и грузов, буксировки прицепов по бездорожью, снежной целине и болотам. Может преодолевать спокойные водные преграды.
Плавающий снегоболтоход ГПИ-21 имеет цельнометаллический корпус каркасной конструкции, изготовленный из лёгких стальных профилей. Корпус обшит дюралюминиевыми листами. Силовой агрегат типа ГАЗ-51, переднего расположения. Коробка перемены передач, карданный вал и главная передача стандартные автомобильные. Механизм поворота — бортовые фрикционы. Системы питания, отопления и выхлопа, узлы и агрегаты машины широко унифицированы с серийными системами машин ГАЗ-51 и СУ-76. Ходовая часть состоит из двух резиноленточных гусениц с поперечными металлическими грунтозацепами. В качестве опорных катков применены автомобильные колёса с пневматическими шинами. Подвеска опорных катков независимая, торсионная. Ведущие колёса расположены в задней части машины. Направляющие колёса приподняты и установлены в передней части машины.
Машина прошла заводские и полигонные испытания. Признана заказчиком соответствующей тактико-техническим требованиям.

## Технические характеристики
- Масса в снаряжённом состоянии, т — 3,1
- Грузоподъёмность, т — 1
- Масса буксируемого прицепа, т — 2,5
- Колея, мм — 1650
- Длина, мм — 5150
- Ширина, мм — 2150
- Высота, мм — 2090
- Дорожный просвет, мм — 450
- Среднее удельное давление, кг/см²
- без груза — 0,115
- с грузом — 0,151
- Двигатель ГАЗ-51
- Номинальная мощность, л. с. 79
- Максимальная скорость, км/час
- по шоссе — 45
- по снежной целине — 15-20
- Запас хода, км
- по шоссе — 500
- по снежной целине — 200

Ведущий конструктор Веселовский М. В.